# Sener
SENER est un groupe d’ingénierie et de technologie espagnol fondé en 1956, qui est spécialisé dans les solutions technologiques dans le domaine de l’ingénierie et la construction. SENER Ingeniería y Sistemas, S.A., la division d’ingénierie et construction est une entreprise dont le chiffre d’affaires dépasse les 653 millions d'euros en 2011.

## Description
Elle emploie environ 2 200 employés et a des bureaux en Algérie, aux Émirats arabes unis, en Espagne, en Argentine, en Corée du Sud, au Portugal, au Mexique, au Japon, aux États-Unis et en Pologne. L'entreprise développe des projets dans les domaines de l’ingénierie aérospatiale, l'ingénierie de l’énergie et des processus, le génie civil et l'architecture et génie maritime. 

## Historique
En 1966, SENER remporte le premier contrat international et sa première incursion dans le secteur spatial. Il s'agit du contrat de conception et de construction de la tour de lancement de fusée à Esrange (Suède) pour l'ESRO (ancêtre de l'Agence spatiale européenne).
Elle a notamment participé à la construction de la centrale solaire Gemasolar et de Valle 1 et Valle 2. Elle a aussi participé à la ligne à grande vitesse internationale Figueras-Perpignan. Elle développe aussi le système FORAN (en) qui est un système CAD/CAM pour la conception, la production et la fabrication des navires.
Elle a collaboré à la construction du satellite Ingenio.
En 2002, la Fondation SENER a été créée dans le but de promouvoir et soutenir la recherche de connaissances scientifiques et technologiques dans le domaine de l'ingénierie. Entre autres activités, la Fondation SENER annonce un prix annuel pour la meilleure thèse de doctorat en ingénierie dans les domaines de l'aérospatiale, de l'énergie, du pétrole et du gaz, des infrastructures et des transports et de la marine.